# Élesítve
Az Élesítve (eredeti cím: Unlocked) 2017-ben bemutatott amerikai–brit thriller-kémfilm, melyet Peter O’Brien forgatókönyvéből Michael Apted rendezett. A film zenéjét Stephen Barton szerezte. A főbb szerepekben Orlando Bloom, Noomi Rapace, John Malkovich, Toni Collette és Michael Douglas látható. 
Magyarországon 2017. június 22-én került mozikba a Fórum Hungary forgalmazásában.

## Szereplők
| Szereplő      | Színész              | Magyar hang        |
| ------------- | -------------------- | ------------------ |
| Jack Alcott   | Orlando Bloom        | Csőre Gábor        |
| Alice Racine  | Noomi Rapace         | Bogdányi Titanilla |
| Bob Hunter    | John Malkovich       | Epres Attila       |
| Emily Knowles | Toni Collette        | Fullajtár Andrea   |
| Eric Lasch    | Michael Douglas      | Dörner György      |
| Payne         | Raffaello Degruttola | Márkus Sándor      |
| Wilson        | Philip Brodie        | Szatmári Attila    |
| Noma          | Adelayo Adedayo      | Lamboni Anna       |
| Ed Romley     | Brian Caspe          | Zámbori Soma       |
| Frank Sutter  | Matthew Marsh        | Barbinek Péter     |
| Yazid Khaleel | Makram Khoury        | Szélyes Imre       |
| David Mercer  | Michael Epp          | Turi Bálint        |
| Amjad         | Tosin Cole           | Gacsal Ádám        |